# エール・モーリタニー
エール・モーリタニー（フランス語: Air Mauritanie）は、かつてモーリタニアのヌアクショット空港を本拠地として営業していた、モーリタニアの国営航空会社である。

## 歴史
エール・モーリタニーは1962年9月に設立され、10月に路線就航を開始、限られた地方路線を運航していた。スペインの航空会社であったスパンタックスの協力により1963年にフォッカーF27機を運航。1980年代にはラス・パルマスおよびダカールへの国際路線の就航をはじめた。
2005年のクーデターによって成立した暫定政権により、大きく負債を抱えた同社の共同出資者が集められ、2006年8月にはロイヤル・エア・モロッコが株式の51％を獲得したと発表された。

## 就航路線
エール・モーリタニーは2006年12月現在、以下の都市に旅客路線を就航している。
- 国内線
  - ヌアディブ

- 国際線
  - アビジャン
  - アルジェ
  - バマコ
  - ブラザヴィル
  - カサブランカ
  - コトヌー
  - ダカール
  - ラス・パルマス・デ・グラン・カナリア
  - ロメ
  - パリ

## 機材
2006年8月現在。
- ボーイング 727-200　2機
- ボーイング 737-700　2機
- フォッカー F28 Mk4000 1機